# Griessee (Schweiz)
Der Griessee im Kanton Wallis ist einer der höchstgelegenen Speicherseen der Schweiz. Der Stausee wird für die Stromerzeugung durch die Kraftwerk Aegina AG genutzt.

## Lage
Der See befindet sich auf dem Gebiet der einst eigenständigen Gemeinde Ulrichen, die heute zur Gemeinde Obergoms gehört. Er wird vom Griesgletscher gespeist, der natürliche Abfluss des Sees ist der Mändelibach, dessen Wasser über den Griesseebach und die Ägene bei Ulrichen in die Rhone fliesst.
Der Stausee ist über die Nufenenpassstrasse zu erreichen. Von der Westrampe führt ein ca. 2 km langes Bergsträsschen in südlicher Richtung zum Stausee. Im Süden führt ein Saumpfad über den Griespass nach Italien. Neben dem Griessee wurde 2011 die erste Turbine des Windparks Gries in Betrieb genommen.

## Nutzung
Nach einer Bauzeit von drei Jahren wurde die Staumauer Gries im Jahre 1966 fertiggestellt. Das Wasser des Sees wird von der Kraftwerk Aegina AG genutzt, die hälftig den Rhonewerken und hälftig den Maggia Kraftwerken gehört. Sie betreibt das Kavernenkraftwerk Altstafel▼, das eine Leistung von 9,2 MW hat und jährlich 21,6 Mio. kWh Energie ins Netz einspeist. Fast 80 % der Energie wird im Winterhalbjahr erzeugt. Die Zentrale ist von der Apparatekammer an der Basis der Staumauer über einen Schrägaufzug erschlossen.
Das Unterwasser von Altstafel wird mit einem Stollen unter der Kantonsgrenze hindurch in den Kanton Tessin geleitet, wo es von der Maggia Kraftwerke AG weiter genutzt wird. Zuerst gelangt es in den Lago di Robièi▼, danach wird es bis zum Lago Maggiore von drei weiteren Zentralen genutzt, nämlich denjenigen von Bavona▼, Cavergno▼ und Verbano▼ bei Brissago.
Das hohe ausnutzbare Gefälle zwischen dem Stausee auf 2387,5 m ü. M. und dem Langensee auf 194 m ü. M. führt dazu, dass das Wasser im Griessee einen sehr hohen Wert für die Stromerzeugung hat. Die 18 Mio. m³ Speicherinhalt können auf dem Weg ins Tal 15 Mio. kWh Arbeit in Altstafel und weitere 63 Mio. kWh in den Maschinenhäusern der Maggia Kraftwerke leisten, was im Gesamten eine Arbeit von 78 Mio. kWh ergibt. Das heisst, ein Kubikmeter Griessee-Wasser kann auf dem Weg ins Tal 4,3 kWh leisten, was einer der höchsten Energiegleichwerte der Schweiz ist.